# Città della Pieve
Città della Pieve ist eine italienische Gemeinde der Provinz Perugia im Westen der Region Umbrien im Zentrum Mittelitaliens, mit 7399 Einwohnern (Stand 31. Dezember 2023).

## Geografie
Die Gemeinde liegt etwa 508 m s.l.m. auf einem Hügel über dem Chiana-Tal, etwa 20 km südlich des Trasimenischen Sees. Città della Pieve ist Mitglied der Cittàslow, einer 1999 in Italien gegründeten Bewegung zur Entschleunigung und Erhöhung der Lebensqualität in Städten und Gemeinden.
Zu seinen Ortsteilen zählen Moiano, Po Bandino und Ponticelli.
Die Nachbargemeinden sind Allerona (TR), Castiglione del Lago, Cetona (SI), Chiusi (SI), Fabro (TR), Monteleone d’Orvieto (TR), Paciano, Piegaro und San Casciano dei Bagni (SI).

## Geschichte
Archäologische Befunde weisen bis auf eine Besiedlung der Gegend in der Zeit der Etrusker zurück. Die heutige Gemeinde geht auf eine frühmittelalterliche Siedlung zurück. Nach dem Tod Friedrichs II. übernahm die Stadt Perugia die Herrschaft über Città della Pieve, bis Papst Clemens VII. die Stadt Città della Pieve im Jahre 1527 in den Kirchenstaat eingliederte.
Bis zur Vereinigung zum Erzbistum Perugia-Città della Pieve im Jahr 1986 war die Stadt eigenständiger Bischofssitz.

## Sehenswürdigkeiten
Ein Großteil der mittelalterlichen Altstadt stammt aus dem 13. und 14. Jahrhundert. Typisch für die Bauten ist die Verwendung von Ziegeln als Konstruktionsmaterial, was die Bedeutung als Zentrum der Ziegelproduktion widerspiegelt.
- Die Kathedrale (Cattedrale dei Santi Gervasio e Protasio) mit einem Altarbild von Perugino („La Madonna fra i santi protettori Gervasio e Protasio“, Die Madonna zwischen den Heiligen Gervasio und Protasio)
- Torre del Pubblico
- Palazzo della Corgna

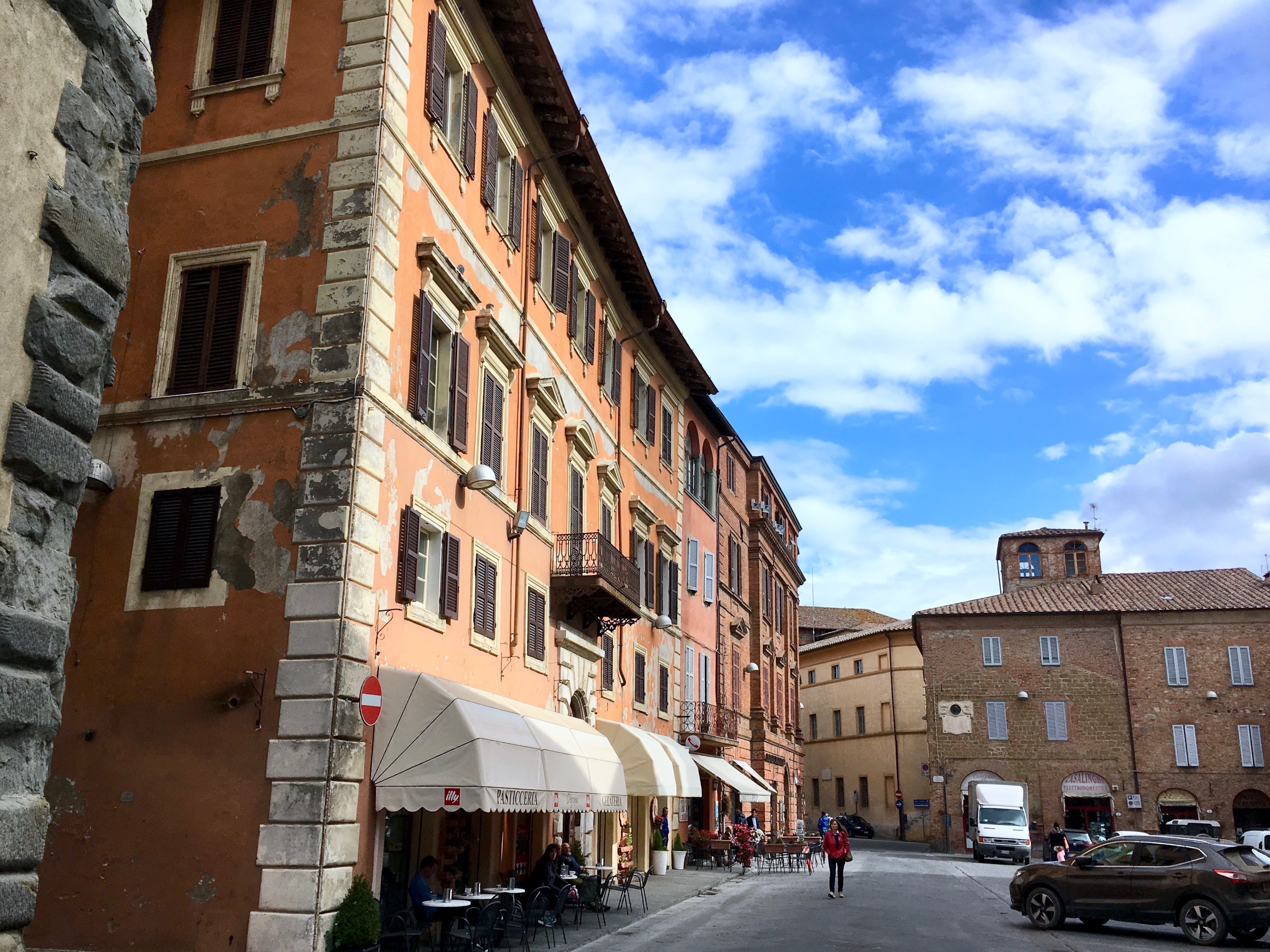
Zentraler Platz (Piazza Plebiscito)
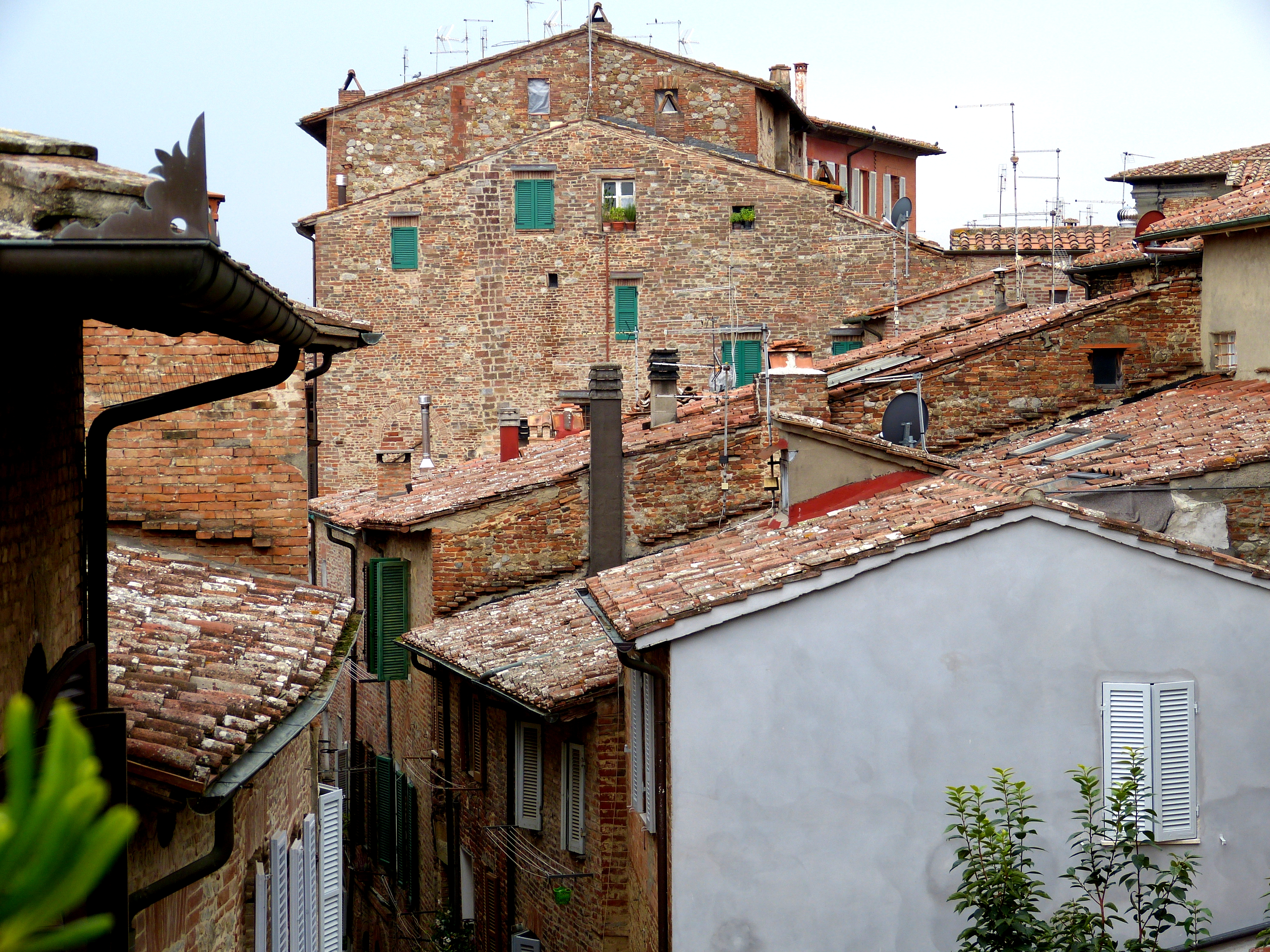
Traditionelle Häuser in der Altstadt
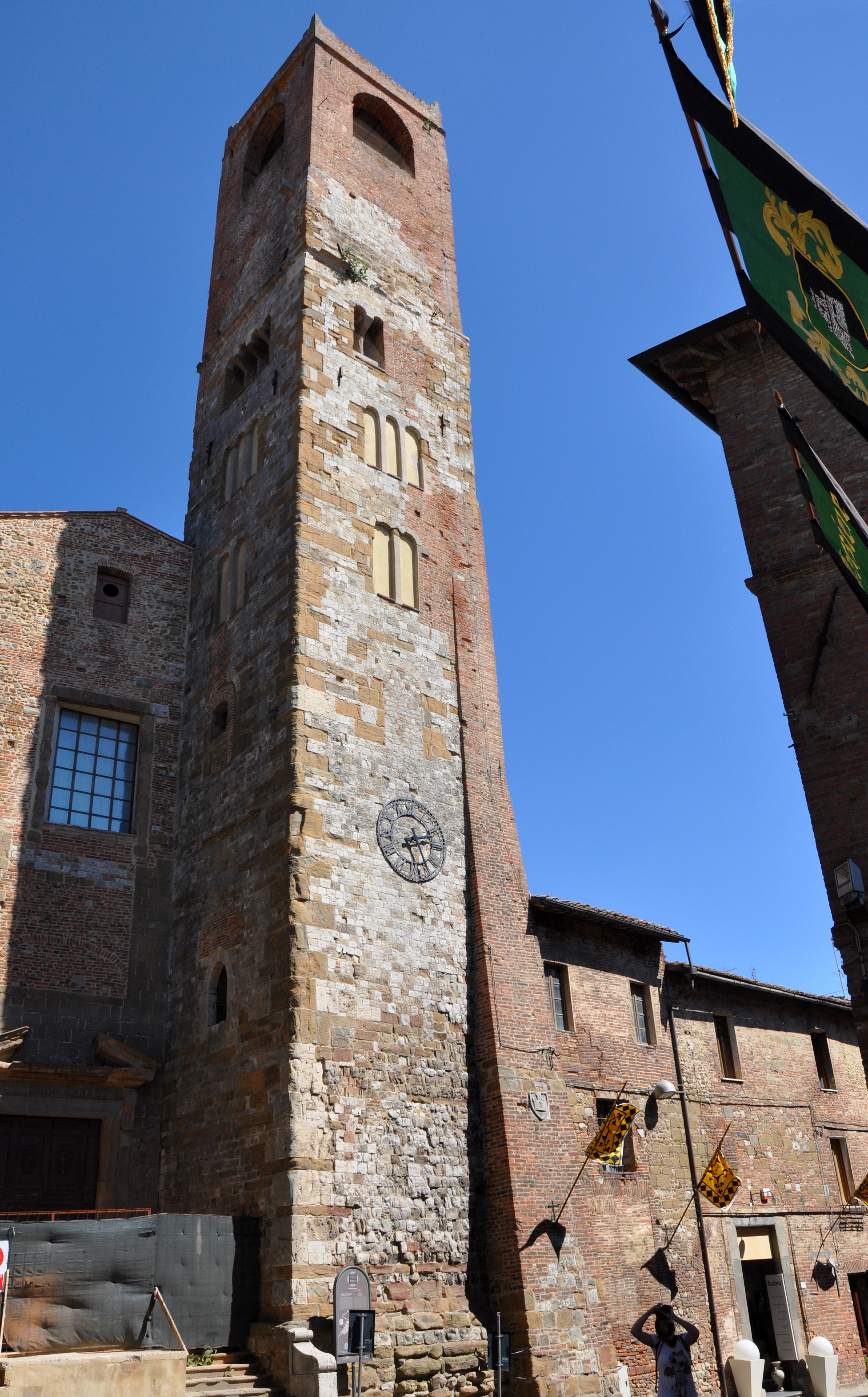
Torre del Pubblico
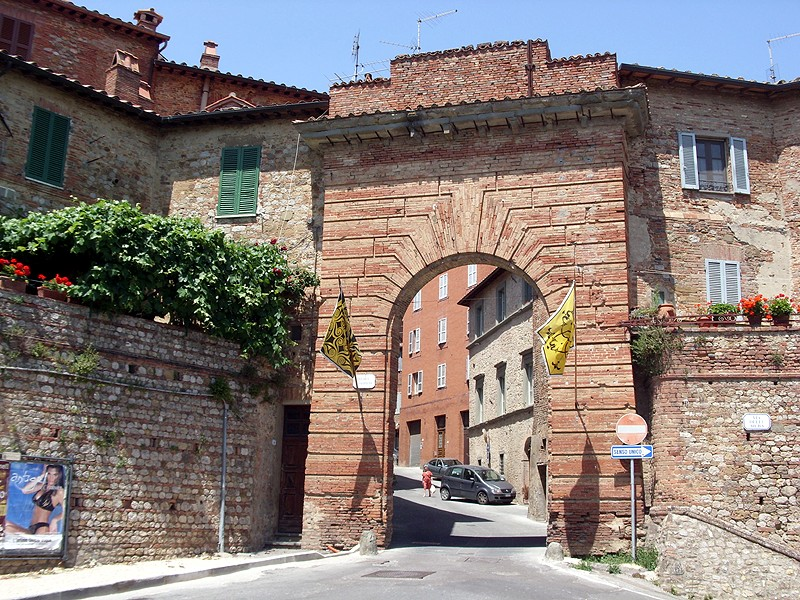
Porta Vecciano
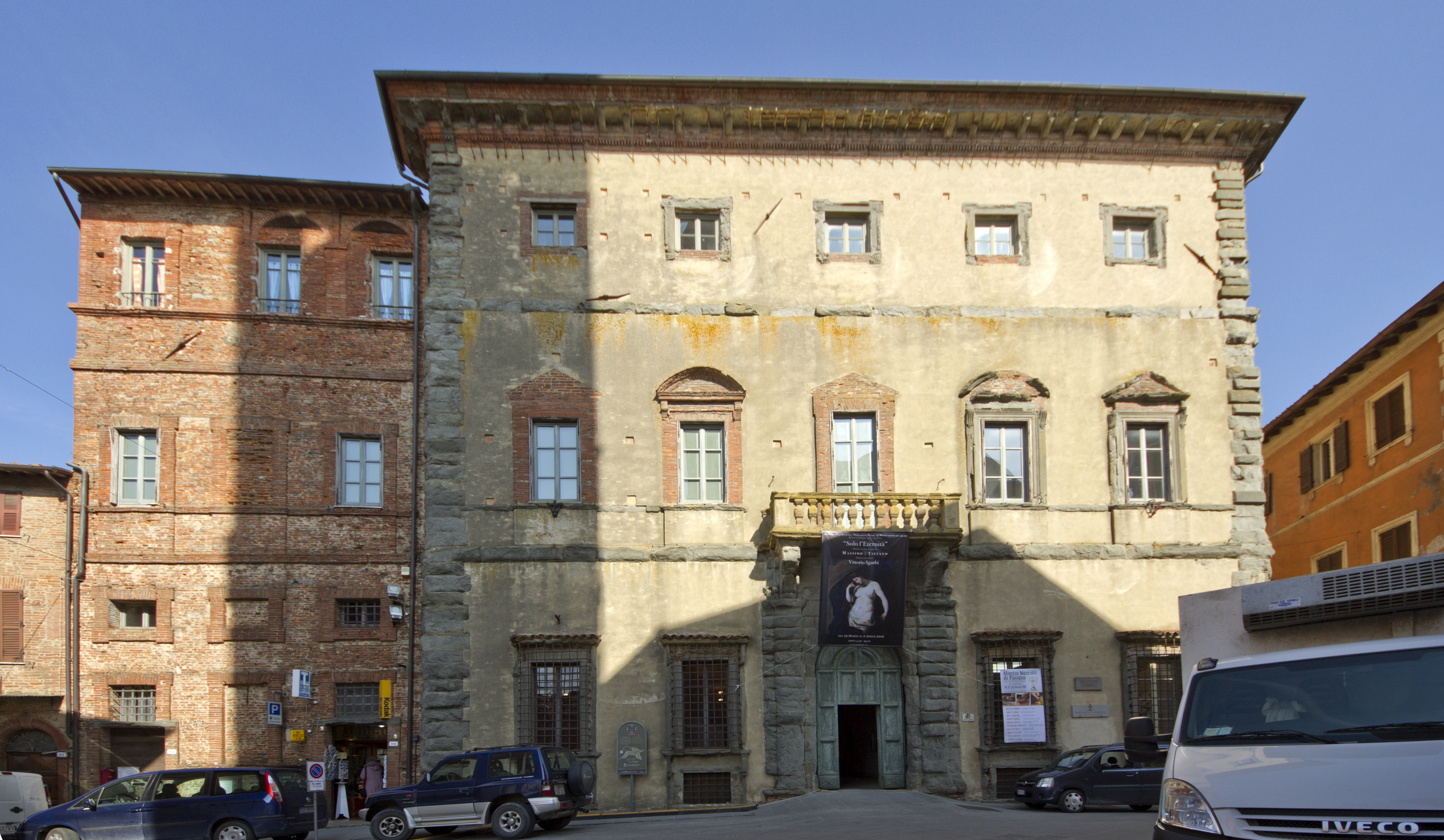
Palazzo della Corgna
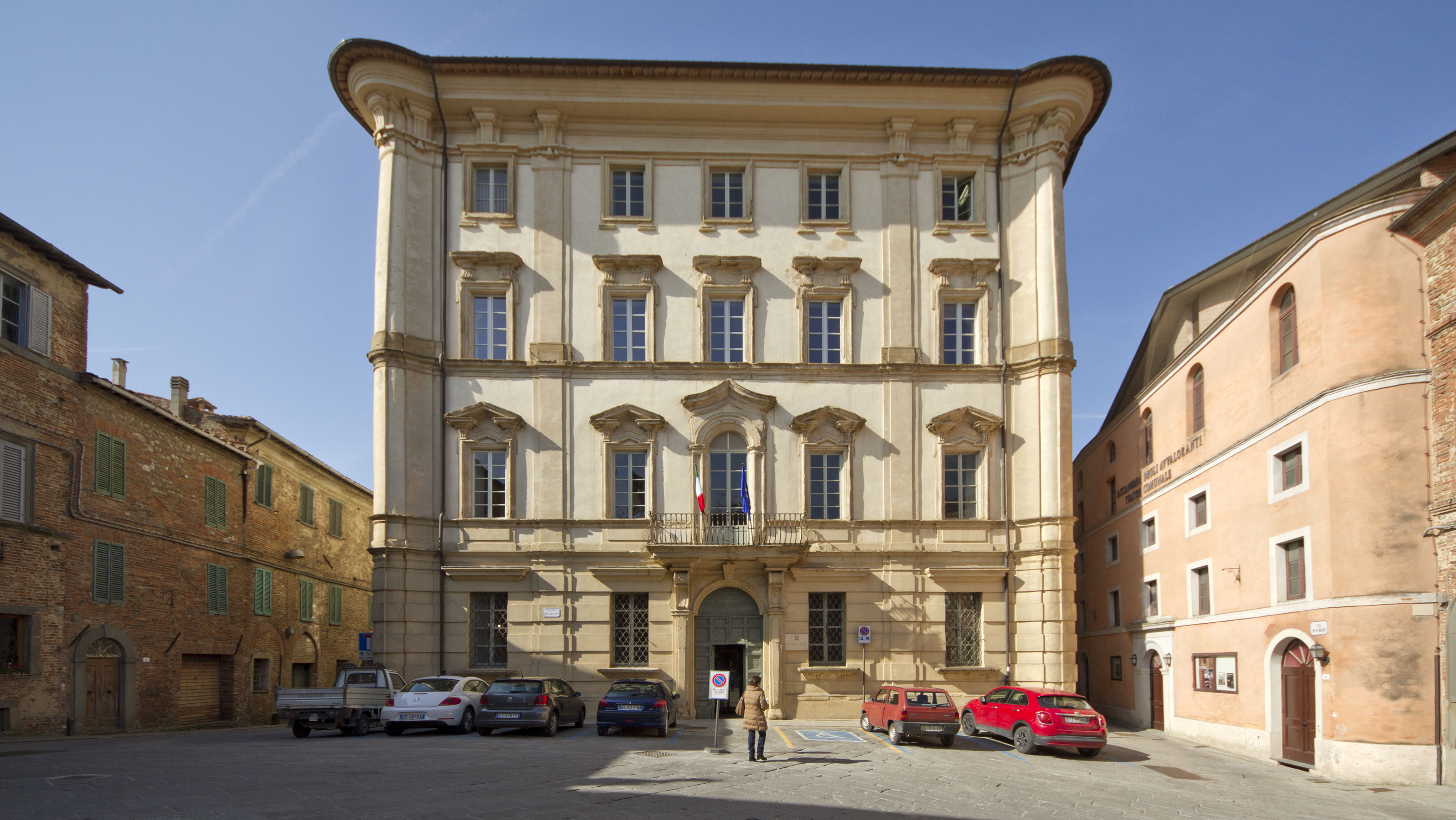
Das Rathaus
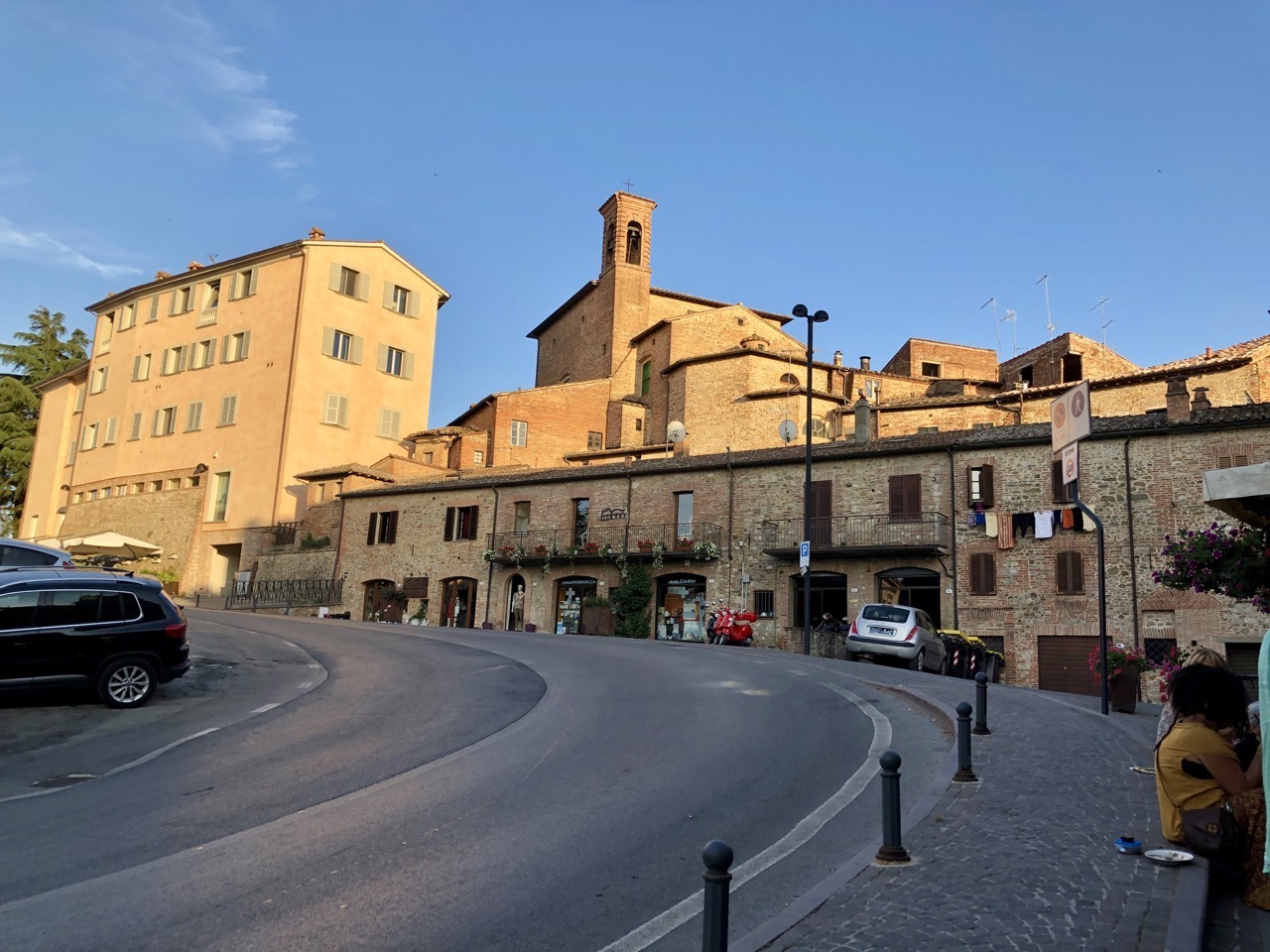
Viale Marconi

## Wirtschaft
Die Gegend südlich des Lago di Trasimeno ist bekannt für die Produktion von Safran. Insgesamt 15 Gemeinden, darunter auch Città della Pieve, bauen die dafür benötigten Krokusse an.

## Städtepartnerschaften
- Denzlingen in Baden-Württemberg, Deutschland
- Saint-Cyr-sur-Mer in Frankreich

## Söhne und Töchter der Stadt
- Perugino (um 1445/1448–1523; eigentlich Pietro di Cristoforo Vannucci), Maler der Renaissance
- Antonio Circignani (1560–1630), Maler, Künstlername: Il Pomarancio
- Carlo Maria Orlandi (1820–1895), Generalvikar der Pallottiner
- Stefano Baldi (* 1961), Diplomat, Botschafter in Sofia
- Diana Bacosi (* 1982), Sportschützin (Tontaubenschießen)

## Persönlichkeiten
- Mario Draghi (* 1947), ehemaliger EZB-Präsident und seit dem 13. Februar 2021 italienischer Ministerpräsident
- Colin Firth (* 1960), britischer Schauspieler